# Delary Stoffers Villón
Delary Stoffers Villón (Guayaquil, Ecuador, 17 de abril del 2000), es una modelo y activista ecuatoriana, fue la Miss Ecuador 2023.

## Biografía
Delary Stoffers, nació en Guayaquil, Provincia del Guayas, Ecuador el 17 de abril de 2000, es hija de padre neerlandés, quien falleció cuando ella tenía 6 años, y de madre ecuatoriana, tiene una hermana. Es estudiante de Administración de Empresas y además es activista en defensa de los derechos de los animales.

## Incursión en los concursos de belleza

### Reina del Carnaval 2020
Participó en el concurso de belleza, Reina del Carnaval desarrollado en Crucita, Manabí.

### Señorita Guayas
Participó en el certamen de belleza Señorita Guayas después de haber participado en el concurso de belleza, Reina del Carnaval 2020, resultando ganadora de certamen provincial.

### Concurso Nacional De La Belleza Ecuador 2020
En 2020 representó a la Provincia del Guayas en el CNB Ecuador. Inicialmente fueron seleccionadas 20 concursantes para competir por el título de CNB Ecuador 2020. Pudo destacarse en la prueba Top Model y Fan Vote ganando el 3° lugar en ambas pruebas. Pero, debido a la pandemia del COVID-19 , 10 concursantes decidieron continuar por los 3 títulos principales. Sttofers compitió virtualmente sin éxito. Pudo participar en las siguientes ediciones de CNB Ecuador, sin embargo desistió de la participación retirándose voluntariamente . 

### Miss Ecuador 2023
Participó en el concurso de belleza, Miss Ecuador. Representando a su ciudad Guayaquil. Durante la noche final del certamen desarrollado en la Santo Domingo de los Tsachilas, ganó el Mejor Traje Típico  y Miss Cielo. Posteriormente resultó la ganadora del evento de belleza, por el cual representó a Ecuador en el evento Miss Universo 2023, que se llevó a cabo en El Salvador.

### Miss Universo 2023
El 18 de noviembre de 2023, en San Salvador, El Salvador se llevó a cabo la final de Miss Universo 2023. No fue llamada entre las 20 semifinalistas.